# Samcheok
Samcheok ist eine Stadt in der Provinz Gangwon. Die an der Ostküste Südkoreas gelegene Stadt ist vor allem durch ihre Kalksteinhöhlen bekannt, von denen die Höhle Hwanseongul die größte ihrer Art in Korea ist. 1,6 Kilometer der insgesamt 6,4 km langen Höhle wurden 1997 der Öffentlichkeit zugänglich gemacht.  

## Partnerstädte
- Kreis Wangqing im autonomen Bezirk Yanbian der Provinz Jilin, China (4. September 1997)
- Dongying in der Provinz Shandong, China (24. März 1999)
- Kurobe in der Präfektur Toyama, Japan (5. November 1998)
- Akabira (Bezirk Sorachi) in der Präfektur Hokkaidō, Japan (18. Juli 1997)
- Kanda (Bezirk Miyako) in der Präfektur Fukuoka, Japan (Juli 1997)
- Leesburg (Virginia), USA (2003)

## Persönlichkeiten
- Seo Dong-myung (* 1974), Fußballspieler